# Knute Rockne, All American
Knute Rockne, All American ist eine US-amerikanische Filmbiografie von Lloyd Bacon aus dem Jahre 1940. Sie erzählt die wahre Geschichte von Knute Rockne, einem Football-Trainer der University of Notre Dame.

## Handlung
Lars Rockne und seine Familie einschließlich des vierjährigen Knute emigrieren 1892 von Norwegen nach Chicago. Als Knute genug gespart hat, um als junger Mann an die Notre Dame-Universität zu gehen, fällt er durch überdurchschnittliche Leistungen im Football auf. Er und ein Mannschaftskamerad arbeiten als Rettungsschwimmer und entwickeln den Offensivpass zu einer Art Waffe, sodass sie in einem historischen Spiel das hoch favorisierte Armeeteam schlagen. Nach seinem Abschluss wird Knute Rockne Lehrer und verbringt seine Freizeit als Trainer. Schließlich widmet er sich mit ganzer Energie dem Football und wird Trainer der Universitätsmannschaft. Dabei entdeckt er außergewöhnliche Spieler wie George Gipp, der später an einer Lungenentzündung stirbt, sowie die so genannten „Apokalyptischen Reiter“, vier Spieler, mit denen er viele neuartige Taktiken entwickelt. Rockne, dessen motivierende Ansprachen legendär waren, widmet sein Leben der Integrität seines Sports, den er als wichtige Komponente in der Charakterentwicklung sieht.

## Hintergrund
Das College-Team der Universität Notre Dame wurde in den 1920er Jahren berühmt, als 88 % der Spiele gewonnen wurden und die Mannschaft mit den vier Spielern, die als die „Four Horsemen“ (Apokalyptische Reiter) bekannt wurden, in der Saison 1924/1925 die nationale Meisterschaft gewann. Im Jahr 1930 wurde die Geschichte der Mannschaft erstmals verfilmt. Dabei kam der ehemalige Starspieler und Trainer Knute Rockne, der die Dreharbeiten besuchen wollte, bei einem Flugzeugabsturz ums Leben. 1940 entstand daraufhin der Hollywood-Film Knute Rockne, All American. „All American“ steht dabei für das alljährlich von Sportjournalisten gewählte All-Star-Team der College-Football-Mannschaften.
Darsteller des George Gipp ist Ronald Reagan, der von 1981 bis 1989 amerikanischer Präsident war. Diese Rolle gab ihm den Spitznamen „The Gipper“, der auf einen bekannten Satz im Film zurückzuführen ist und zu dem geflügelten Wort „Win one for the gipper“ wurde, den Reagan selbst oft auch in politischen Reden verwendete. (“The last thing George said to me, ‘Rock,’ he said, ‘sometime when the team is up against it and the breaks are beating the boys, tell them to go out there with all they’ve got and win just one for the Gipper.’”). 
Außerdem enthält der Film einen Cameo-Auftritt des legendären Football-Trainers Amos Alonzo Stagg, der sich selbst spielt.

## Auszeichnungen
1997 wurde der Film von der amerikanischen Kongressbibliothek (Library of Congress) als „kulturell, historisch und ästhetisch bedeutend“ eingestuft und für das nationale Filmarchiv (National Film Registry) ausgewählt.